# Garrafada
A garrafada, meizinha, ou solução de extração, é uma receita fitoterápica da medicina popular considerada encantada (milagrosa) na região norte e nordeste do Brasil, um preparado caseiro feito artesanalmente pela mistura de solvente com elementos da floresta (vegetal e mineral) com propriedades medicinais, vinculado também com elementos religiosos das crenças afrobrasileiras e ameríndios que busca a cura de diversos males (físico, mental e, espiritual).
Esta fitoterapia dos remédios populares (remédios caseiros) na região Norte/Nordeste do Brasil é chamada de "solução de extração", e também de  "meizinha", que além da garrafada consiste também em: lambedor, unguento, emplastro, banho e, chá. São misturas feitas por infusão, decocção, ou maceração das folhas secas das ervas, raízes, cascas de plantas com um solvente em uma garrafa (geralmente vinho branco licoroso, em alguns casos álcool ou mel) que deve descansar por um certo tempo para fermentar e poder ser ingerido por uma pessoa.
A medicina popular é baseada no conhecimento empírico acumulado e no saber tradicional do consciente coletivo, com seus conhecimentos transmitidos por meio oral através de seus protagonistas, tais como: curandeiro, benzedeira, raizeiro, pai/mãe-de-santo, catimbozeiro, juremeiro, parteira, pajés/pajoas urbanas. No Brasil, a medicina popular é o resultado de uma série de aculturações de técnicas, que tiveram contribuição do pajé ameríndio, do feiticeiro negro e, do bruxo europeu, de tal maneira misturada que atualmente seria difícil distinguir o que é puramente indígena, negro, ou branco.
Alguns autores destacam algumas garrafadas como fórmulas específicas que possuem fins terapêuticos específicos, como: borda, fígado, coração, bronquite, fraqueza sexual, purificar o sangue.

## Saber tradicional
O saber tradicional é um produto histórico resultado do modo de vida de uma comunidade tradicional e o relacionamento com a biodiversidade que está inserida (intelecto coletivo ou intelecto cultural). Este saber se reconstrói na transmissão entre as gerações e, que geralmente é feita por via oral, possui uma vísivel e imediata aplicação prática na sociedade.

## Controle de qualidade
Mesmo sendo amplamente utilizadas como remédios caseiros, as garrafadas não são submetidas à controles de seguranças ou controles de qualidade, sendo assim elas não se enquadram oficialmente nos conceitos de medicamentos ou fitoterápicos. No caso do comércio popular das plantas medicinais uma série de fatores externos e internos afetam a eficácia terapêutica das plantas medicinais, vários cuidados deveriam ser tomados para o bom tratamento da saúde do usuário, como: a identificação botânica das plantas, a possibilidade de falsificação, condições apropriadas do plantio, secagem, armazenamento e conservação. Na maioria dos casos os elementos vegetais estão disponíveis para venda sem uso de embalagem, exposto a poeira calor, humidade, insetos, e bactérias.
No Brasil, em 1995, o Ministério da Saúde regulamentou o registro de produtos fitoterápicos como medicamentos quem podem ser comercializados (Portaria MS/SNVS nº 6 e RDC 26/2014).